# المغیر
المغیر (به لاتین: Al-Mughayyir) یک روستا در دولت فلسطین است که در استان جنین واقع شده‌است. المغیر ۲٬۲۴۰ نفر جمعیت دارد.